# Gary Carr
Gary Carr (Londra, 11 dicembre 1986) è un attore inglese.

## Biografia
Carr ha iniziato la sua formazione presso il National Youth Music Theatre, in Gran Bretagna; è stato proprio durante il suo primo anno di formazione che ha ottenuto un ruolo nella commedia scritta dal drammaturgo spagnolo Federico García Lorca Yerma, al fianco dell'attrice Kathryn Hunter.
Ha origini nigeriane, i suoi genitori sono membri della tribù africana Yoruba.

### Carriera
Dopo la laurea, ottenuta nel luglio 2008, è apparso in svariati ruoli per la BBC e per l'ITVproductions, recitando inoltre nel Royal National Theatre in Didone, regina di Cartagine, scritto da Christopher Marlowe e diretto da James Macdonald.
È noto per aver interpretato tra il 2011 e il 2014 il ruolo di Fidel Best nelle prime tre stagioni della serie televisiva britannico-francese Delitti in Paradiso e per aver interpretato il ruolo del jazzista Buddy Bolden nel film del 2019 Bolden, diretto da Daniel Pritzker.

## Filmografia

### Attore

#### Cinema
- Klink Klank, regia di Robert Reina – cortometraggio (2009)
- National Theatre Live: Nation, regia di Melly Still (2010)
- Last Days, regia di Jo Smyth – cortometraggio (2014)
- Bolden, regia di Dan Pritzker (2019)
- City of Crime (21 Bridges), regia di Brian Kirk (2019)

#### Televisione
- Holby City – serie TV, episodi 11x18 (2009)
- Law & Order: UK – serie TV, episodi 2x03 (2009)
- Foyle's War – serie TV, episodi 6x02 (2010)
- Testimoni silenziosi (Silent Witness) – serie TV, 4 episodi (2010-2012)
- Planet of the Apemen: Battle for Earth – miniserie TV, puntata 02 (2011)
- Frankenstein's Wedding... Live in Leeds, regia di Colin Teague – film TV (2011)
- Delitti in Paradiso (Death in Paradise) – serie TV, 24 episodi (2011-2014)
- L'ispettore Gently (Inspector George Gently) – serie TV, episodi 5x01 (2012)
- Bluestone 42 – serie TV, 8 episodi (2013)
- Downton Abbey – serie TV, 4 episodi (2013)
- The Deuce - La via del porno (The Deuce) – serie TV, 17 episodi (2017-2019)
- The Good Fight – serie TV, episodi 3x07-3x08 (2019)
- Modern Love – serie TV, episodi 1x03-1x08 (2019)
- Trigonometry – serie TV, 8 episodi (2020)
- Inverso - The Peripheral (The Peripheral) – serie TV, 8 episodi (2022)

### Doppiatore
- Mass Effect: Andromeda – videogioco (2017)

## Doppiatori italiani
Nelle versioni in italiano delle opere in cui ha recitato, Gary Carr è stato doppiato da:
- Andrea Mete in Modern Love, Inverso - The Peripheral
- Riccardo Scarafoni in Downton Abbey, The Deuce - La via del porno
- David Chevalier in Delitti in paradiso
- Paolo Vivio in The Good Fight
- Francesco De Francesco in City of Crime

## Premi e riconoscimenti
- National Operatic and Dramatic Association Junior Award
- LAMDA Fight Night Competition Winner 2006
- Phillipson Award for Best Technique 2007
- Leverhulme Trust Bursary, Scholarship
- John Collins Millennium Cup for Drama